# Pierre Lifrange
Pierre Lifrange (Bastenaken, 10 juli 1868 - Bertrix, 30 december 1936) was een Belgisch senator en burgemeester.

## Levensloop
Lifrange promoveerde tot doctor in de genees- en heelkunde aan de Katholieke Universiteit Leuven en vestigde zich als arts in Bertrix.
Hij werd er in 1926 gemeenteraadslid  en het jaar daarop burgemeester.
Op 22 juni 1936 werd hij verkozen tot provinciaal senator voor Rex in de provincie Luik. Weinige maanden later overleed hij en werd hij opgevolgd door Georges Vigneron.
Er is te zijner nagedachtenis een Rue du Docteur Pierre Lifrange in Bertrix.

## Publicaties
- (met G. Evrard,) Enseignement de l'antialcoolisme, d'apres la circulaire ministerielle du 2 avril 1898, Aarlen, 1899.
- Louis FAGERIN (pseud.), Le bandeau sur les lèvres, Avignon, 1928.